# Јана Матеј
Јана Матеј (енгл. Iana Matei; Ораштије, 30. април 1960) је румунска активисткиња и оснивачица организације Reaching Out Romania која има за циљ да пронађе и рехабилитује жртве присилне проституције и трговине људима.

## Биографија
Рођена је 30. априла 1960. у општини Ораштије. Њена мајка је била петобојка, а отац фудбалски тренер. Када је имала три године, њена породица се преселила у Букурешт због очевог посла, а потом у Питешти. Свог мужа Дмитрија је упознала док је обнављала палату Ghica Tei. Оженили су се и добили сина. Касније су се развели због насиља у породици, злостављања и злоупотребе алкохола.
Године 1989, на почетку Румунске револуције, учествовала је у нередима и другим протестним активностима против румунске комунистичке партије. Након инцидента у којем је изгубила торбу са личним документима током протеста на Универзитетском тргу, веровала је да више није безбедна да остане у земљи и побегла је. Оставила је сина са мајком и илегално емигрирала у Србију, где је ухваћена и осуђена на двадесет дана затвора. Током заточеништва је ступила у штрајк глађу, инсистирајући да је посети представник Високог комесаријата Уједињених нација за избеглице и призна њено присуство. По одслужењу казне пребачена је у српски избеглички камп где је ангажована као преводилац Високог комесаритаја Уједињених нација за избеглице. Са сином се преселила у Аустралију и почела да се бави хуманитарним радом.
Дипломирала је психологију, у току студија почела је да ради са децом бескућницима у Аустралији. Године 1998. се са синем вратила у Питешти и почела да ради у име деце бескућника. Полиција ју је 1999. године замолила да донесе одећу за проститутке које су ухапсили. Донела је храну и одећу за девојчице, када је схватила да су све малолетне и приморане да буду проститутке. Наљутила се на полицију јер су одбили да признају да су три девојчице малолетне жртве трговине људима. Основала је добротворну организацију Reaching Out Romania за окончање сексуалне експлоатације и отворила склониште The House of Treasure.
Проглашена је 20. јануара 2010. за „Европљанина године” од Reader's Digest. Објавила је A vendre, Mariana, 15 ans исте године.